# Söderhamns OK
Söderhamns OK (SOK) är en orienteringsklubb i Söderhamn som bildades 1948. SOK har sin klubbstuga på Hällåsen, Söderhamns idrottscenter. Under senare år har klubben bland annat arrangerat SM i budkavle 2001, SM lång,-medel-stafett 2019 och varit delarrangör till O-ringen 1981, 2006  o 2011. Dam-SM arragerades1965 samt skid-OL-SM 1981. 2017 var klubben medarrangör i SM-veckan vinter. Man hade huvudansvaret för längdskidor. Klubben har ett SM-tecken i skidbudkavle för damer 1975. Sonja Johannesson har ett VM-silver i samma sport.